# 天理大学ペンギンズ
| 大学         | 天理大学                                    |
| 創部年       | 1957年                                      |
| 活動拠点     | 奈良県天理市                                |
| 所属リーグ   | 関西学生バスケットボール連盟                |
| 公式facebook | https://www.facebook.com/tenriuniv.penguins |
| チームカラー | ペンギンズグリーン                          |

天理大学パワフルペンギンズ（てんりだいがく―）は、天理大学に所属する男子バスケットボールチームである。関西学生バスケットボール連盟所属。チームカラーは「ペンギンズグリーン」。
活動拠点は、奈良県天理市の体育学部キャンパス総合体育館とする。

## 歴史
1956年に同窓会として発足。翌年の1957年、部に昇格。
2007年創部50周年。
1999年の関西学生バスケットボール選手権大会初優勝を皮切りに多くのタイトルを獲得。全日本大学バスケットボール選手権大会（インカレ）にも計18回出場の常連となっており、2011年大会ではチーム歴代最高位の第3位。
全日本総合バスケットボール選手権大会（オールジャパン）には5回の出場を果たしている。

## 主な成績
- 関西学生選手権：優勝2回（1999年、2009年）
- 関西学生リーグ：優勝3回（2008年、2009年、2013年）
- 西日本学生選手権：優勝3回（2008年、2010年、2016年）
- 関西学生新人戦：優勝3回（1996年、2001年、2008年）
- 全日本大学バスケットボール選手権大会（インカレ）：出場18回
- 全日本総合バスケットボール選手権大会（オールジャパン）：出場5回

## 主な卒業生
- 島袋脩
- 大口真洋
- 根東裕隆
- 根来新之助
- 平尾充庸
- 相馬卓弥
- 佐々木隆成
- 川真田紘也